# جولیو لیبوناتی
جولیو لیبوناتی (به ایتالیایی: Julio Libonatti) بازیکن فوتبال و اهل ایتالیا است 

## تیم ملی
از سال ۱۹۲۶ میلادی عضو تیم ملی فوتبال ایتالیا بوده و در ۱۷ بازی ملی حضور داشته‌است. او در بازی‌های ملی‌اش ۱۵ گل به ثمر رساند.
جولیو لیبوناتی آخرین بازی ملی خود را در سال ۱۹۳۲ میلادی انجام داد.